# 山多尔宫
山多尔宫(匈牙利语: Sándor-palota)，是匈牙利首都布达佩斯的一栋新古典主义建筑。

## 历史
2003年1月起，山多尔宫作为匈牙利总统官邸，以及匈牙利共和国总统办公室所在地。